# Кокарелли, Жозе Карлуш
Жозе Карлуш Кокарелли (порт. José Carlos Cocarelli; род. 17 марта 1959) — бразильский пианист.
Первым педагогом Кокарелли была его мать, преподавательница музыки в университете Рио-де-Жанейро. В 9 лет выиграл свой первый конкурс. Он учился музыке в Рио-де-Жанейро и Сан-Паулу, Нью-Йорке (у Адель Маркус) и Париже. Во второй половине 1980-х гг. стал лауреатом нескольких наиболее престижных международных конкурсов: первая премия Конкурса имени Бузони (1985), первая премия Конкурса имени Маргерит Лонг (1986) и вторая премия Конкурса Вана Клиберна (1989) сделали Кокарелли заметной фигурой мировой пианистической сцены.
В репертуаре музыканта — Брамс, Бородин, Дворжак, Сен-Санс, Равель.
Живёт в Париже.

## Избранная дискография
- 8th Van Cliburn International Piano Competition, 1989 [sound recording] : «The winners»[2]
- Запись концерта в Кёльне (Deutsche Welle, 1997)[3]